# Campionat d'Europa d'atletisme de 1982
El Campionat d'Europa d'atletisme de 1982 fou la tretzena edició del Campionat d'Europa d'atletisme organitzat sota la supervisió de l'Associació Europea d'Atletisme. La competició es dugué a terme entre els dies 6 i 12 de setembre de 1982 a l'Estadi Olímpic d'Atenes (Grècia).

## Medallistes

### Categoria masculina
| Prova                   | Or                                                                                    | Or       | Plata                                                               | Plata    | Bronze                                                                                | Bronze   |
| 100 metres              | Frank Emmelmann · RDA                                                                 | 10.21    | Pierfrancesco Pavoni · Italy                                        | 10.25    | Marian Woronin · Poland                                                               | 10.28    |
| 200 metres              | Olaf Prenzler · RDA                                                                   | 20.46    | Cameron Sharp · Great Britain                                       | 20.47    | Frank Emmelmann · RDA                                                                 | 20.60    |
| 400 metres              | Hartmut Weber · RFA                                                                   | 44.72    | Andreas Knebel · RDA                                                | 45.29    | Viktor Markin · Soviet Union                                                          | 45.30    |
| 800 metres              | Hans-Peter Ferner · RFA                                                               | 1:46.33  | Sebastian Coe · Great Britain                                       | 1:46.68  | Jorma Härkönen · Finland                                                              | 1:46.90  |
| 1500 metres             | Steve Cram · Great Britain                                                            | 3:36.49  | Nikolay Kirov · Soviet Union                                        | 3:36.99  | José Manuel Abascal · Spain                                                           | 3:37.04  |
| 5000 metres             | Thomas Wessinghage · RFA                                                              | 13:28.90 | Werner Schildhauer · RDA                                            | 13:30.03 | David Moorcroft · Great Britain                                                       | 13:30.42 |
| 10.000 metres           | Alberto Cova · Italy                                                                  | 27:41.03 | Werner Schildhauer · RDA                                            | 27:41.21 | Martti Vainio · Finland                                                               | 27:42.51 |
| 110 m. tanques          | Thomas Munkelt · RDA                                                                  | 13.41    | Andrey Prokofyev · Soviet Union                                     | 13.44    | Arto Bryggare · Finland                                                               | 13.60    |
| 400 m. tanques          | Harald Schmid · RFA                                                                   | 47.48    | Aleksandr Yatsevich · Soviet Union                                  | 48.60    | Uwe Ackermann · RDA                                                                   | 48.64    |
| 3000 m. obstacles       | Patriz Ilg · RFA                                                                      | 8:18.52  | Bogusław Mamiński · Poland                                          | 8:19.22  | Domingo Ramón · Spain                                                                 | 8:20.48  |
| relleus 4x100 m. llisos | Unió SovièticaSergey Sokolov · Aleksandr Aksinin · Andrey Prokofyev · Nikolay Sidorov | 38.60    | RDADetlef Kübeck · Olaf Prenzler · Thomas Munkelt · Frank Emmelmann | 38.71    | RFAChristian Zirkelbach · Christian Haas · Peter Klein · Erwin Skamrahl               | 38.71    |
| relleus 4x400 m. llisos | RFAErwin Skamrahl · Harald Schmid · Thomas Giessing · Hartmut Weber                   | 3.00.51  | Regne UnitDavid Jenkins · Garry Cook · Todd Bennett · Phil Brown    | 3.00.68  | Unió SovièticaAleksandr Troshchilo · Pavel Roshchin · Pavel Konovalov · Viktor Markin | 3.00.80  |
| Marató                  | Gerard Nijboer · Netherlands                                                          | 2:15:16  | Armand Parmentier · Belgium                                         | 2:15:51  | Karel Lismont · Belgium                                                               | 2:16:04  |
| 20 km. marxa            | Josep Marín · Spain                                                                   | 1:23:43  | Jozef Pribilinec · Czechoslovakia                                   | 1:25:55  | Pavol Blažek · Czechoslovakia                                                         | 1:26:13  |
| 50 km. marxa            | Reima Salonen · Finland                                                               | 3:55:29  | Josep Marín · Spain                                                 | 3:59:18  | Bo Gustafsson · Sweden                                                                | 4:01:21  |
| Salt d'alçada           | Dietmar Mögenburg · RFA                                                               | 2.30     | Janusz Trzepizur · Poland                                           | 2.27     | Gerd Nagel · RFA                                                                      | 2.24     |
| Salt amb perxa          | Aleksandr Krupskiy · Soviet Union                                                     | 5.60     | Vladimir Polyakov · Soviet Union                                    | 5.60     | Atanas Tarev · Bulgaria                                                               | 5.60     |
| Salt de llargada        | Lutz Dombrowski · RDA                                                                 | 8.41     | Antonio Corgos · Spain                                              | 8.19     | Jan Leitner · Czechoslovakia                                                          | 8.08     |
| Triple salt             | Keith Connor · Great Britain                                                          | 17.29    | Vasiliy Grishchenkov · Soviet Union                                 | 17.15    | Béla Bakosi · Hungary                                                                 | 17.04    |
| Llançament de pes       | Udo Beyer · RDA                                                                       | 21.50    | Jānis Bojārs · Soviet Union                                         | 20.81    | Remigius Machura · Czechoslovakia                                                     | 20.59    |
| Llançament de disc      | Imrich Bugár · Czechoslovakia                                                         | 66.64    | Igor Duginyets · Soviet Union                                       | 65.60    | Wolfgang Warnemünde · RDA                                                             | 64.20    |
| Llançament de javelina  | Uwe Hohn · RDA                                                                        | 91.34    | Heino Puuste · Soviet Union                                         | 89.56    | Detlef Michel · RDA                                                                   | 89.32    |
| Llançament de martell   | Yuriy Sedykh · Soviet Union                                                           | 81.66    | Igor Nikulin · Soviet Union                                         | 79.44    | Sergey Litvinov · Soviet Union                                                        | 78.66    |
| Decatló                 | Daley Thompson · Great Britain                                                        | 8774     | Jürgen Hingsen · RFA                                                | 8517     | Siegfried Stark · RDA                                                                 | 8433     |

### Categoria femenina
| Prova                  | Or                                                               | Or         | Plata                                                                                       | Plata   | Bronze                                                                                | Bronze  |
| 100 m                  | Marlies Göhr · RDA                                               | 11.01      | Bärbel Wöckel · RDA                                                                         | 11.20   | Rose-Aimée Bacoul · France                                                            | 11.29   |
| 200 m                  | Bärbel Wöckel · RDA                                              | 22.04      | Kathy Smallwood-Cook · Great Britain                                                        | 22.13   | Sabine Rieger · RDA                                                                   | 22.51   |
| 400 m                  | Marita Koch · RDA                                                | 48.16 WR   | Jarmila Kratochvílová · Czechoslovakia                                                      | 48.85   | Taťána Kocembová · Czechoslovakia                                                     | 50.55   |
| 800 m                  | Olga Mineyeva · Soviet Union                                     | 1:55.41    | Lyudmila Veselkova · Soviet Union                                                           | 1:55.96 | Margrit Klinger · RFA                                                                 | 1:57.22 |
| 1500 m                 | Olga Dvirna · Soviet Union                                       | 3:57.80    | Zamira Zaytseva · Soviet Union                                                              | 3:58.82 | Gabriella Dorio · Italy                                                               | 3:59.02 |
| 3000 m                 | Svetlana Ulmasova · Soviet Union                                 | 8:30.28    | Maricica Puică · Romania                                                                    | 8:33.33 | Yelena Sipatova · Soviet Union                                                        | 8:34.06 |
| 100 m. tanques         | Lucyna Kałek · Poland                                            | 12.45      | Yordanka Donkova · Bulgaria                                                                 | 12.54   | Kerstin Knabe · RDA                                                                   | 12.54   |
| 400 m. tanques         | Ann-Louise Skoglund · Sweden                                     | 54.58      | Petra Pfaff · RDA                                                                           | 54.89   | Chantal Réga · France                                                                 | 54.93   |
| relleus 4×100 m llisos | RDAGesine Walther · Bärbel Wöckel · Sabine Rieger · Marlies Göhr | 42.19      | Regne UnitWendy Hoyte · Kathy Smallwood-Cook · Beverley Goddard · Shirley Thomas            | 42.66   | FrançaLaurence Bily · Marie-Christine Cazier · Rose-Aimée Bacoul · Liliane Gaschet    | 42.69   |
| relleus 4×400 m llisos | RDAKirsten Siemon · Sabine Busch · Dagmar Rübsam · Marita Koch   | 3:19.04 WR | TxecoslovàquiaVěra Tylová · Milena Matejkovičová · Taťána Kocembová · Jarmila Kratochvílová | 3:22.17 | Unió SovièticaYelena Didilenko · Irina Olkhovnikova · Olga Mineyeva · Irina Baskakova | 3:22.79 |
| Marató                 | Rosa Mota · Portugal                                             | 2:36:04    | Laura Fogli · Italy                                                                         | 2:36:29 | Ingrid Kristiansen · Norway                                                           | 2:36:39 |
| Salt de llargada       | Vali Ionescu · Romania                                           | 6.79       | Anişoara Cuşmir-Stanciu · Romania                                                           | 6.73    | Yelena Ivanova · Soviet Union                                                         | 6.73    |
| Salt d'alçada          | Ulrike Meyfarth · RFA                                            | 2.02       | Tamara Bykova · Soviet Union                                                                | 1.97    | Sara Simeoni · Italy                                                                  | 1.97    |
| Llançament de pes      | Ilona Slupianek · RDA                                            | 21.59      | Helena Fibingerová · Czechoslovakia                                                         | 20.94   | Nunu Abashidze · Soviet Union                                                         | 20.82   |
| Llançament de disc     | Tsvetanka Khristova · Bulgaria                                   | 68.34      | Mariya Petkova · Bulgaria                                                                   | 67.94   | Galina Savinkova · Soviet Union                                                       | 67.82   |
| Llançament de javelina | Anna Verouli · Greece                                            | 70.02      | Antje Kempe · RDA                                                                           | 67.94   | Sofia Sakorafa · Greece                                                               | 67.04   |
| Heptatló               | Ramona Neubert · RDA                                             | 6664       | Sabine Mobius-Paetz · RDA                                                                   | 6594    | Sabine Everts · RFA                                                                   | 6418    |

## Medaller
Seu
| Posició | País           | Or | Plata | Bronze | Total |
| 1       | East Germany   | 13 | 8     | 7      | 28    |
| 2       | West Germany   | 8  | 1     | 4      | 13    |
| 3       | Soviet Union   | 6  | 12    | 8      | 26    |
| 4       | Great Britain  | 3  | 5     | 1      | 9     |
| 5       | Czechoslovakia | 1  | 4     | 4      | 9     |
| 6       | Spain          | 1  | 2     | 2      | 5     |
| 6       | Italy          | 1  | 2     | 2      | 5     |
| 8       | Bulgaria       | 1  | 2     | 1      | 4     |
| 8       | Poland         | 1  | 2     | 1      | 4     |
| 10      | Romania        | 1  | 2     | 0      | 3     |
| 11      | Finland        | 1  | 0     | 3      | 4     |
| 12      | Greece         | 1  | 0     | 1      | 2     |
| 12      | Sweden         | 1  | 0     | 1      | 2     |
| 14      | Netherlands    | 1  | 0     | 0      | 1     |
| 14      | Portugal       | 1  | 0     | 0      | 1     |
| 16      | Belgium        | 0  | 1     | 1      | 2     |
| 17      | France         | 0  | 0     | 3      | 3     |
| 18      | Hungary        | 0  | 0     | 1      | 1     |
| 18      | Norway         | 0  | 0     | 1      | 1     |
|         | Total          | 41 | 41    | 41     | 123   |

## Participants
Hi participaren un total de 756 atletes de 29 nacions diferents.
| - Alemanya Occidental (59) - Alemanya Oriental (65) - Àustria (7) - Bèlgica (12) - Bulgària (34) - Dinamarca (9) - Espanya (24) - Finlàndia (38) | - França (48) - Gibraltar (1) - Grècia (29) - Hongria (18) - Islàndia (4) - Irlanda (9) - Itàlia (55) - Iugoslàvia (14) | - Luxemburg (1) - Països Baixos (9) - Noruega (18) - Polònia (37) - Portugal (11) - Regne Unit (51) - Malta (1) - Romania (18) | - Suècia (55) - Suïssa (25) - Turquia (2) - Txecoslovàquia (28) - Unió Soviètica (92) - Xipre (3) |